# Danh sách loài được mô tả năm 2014

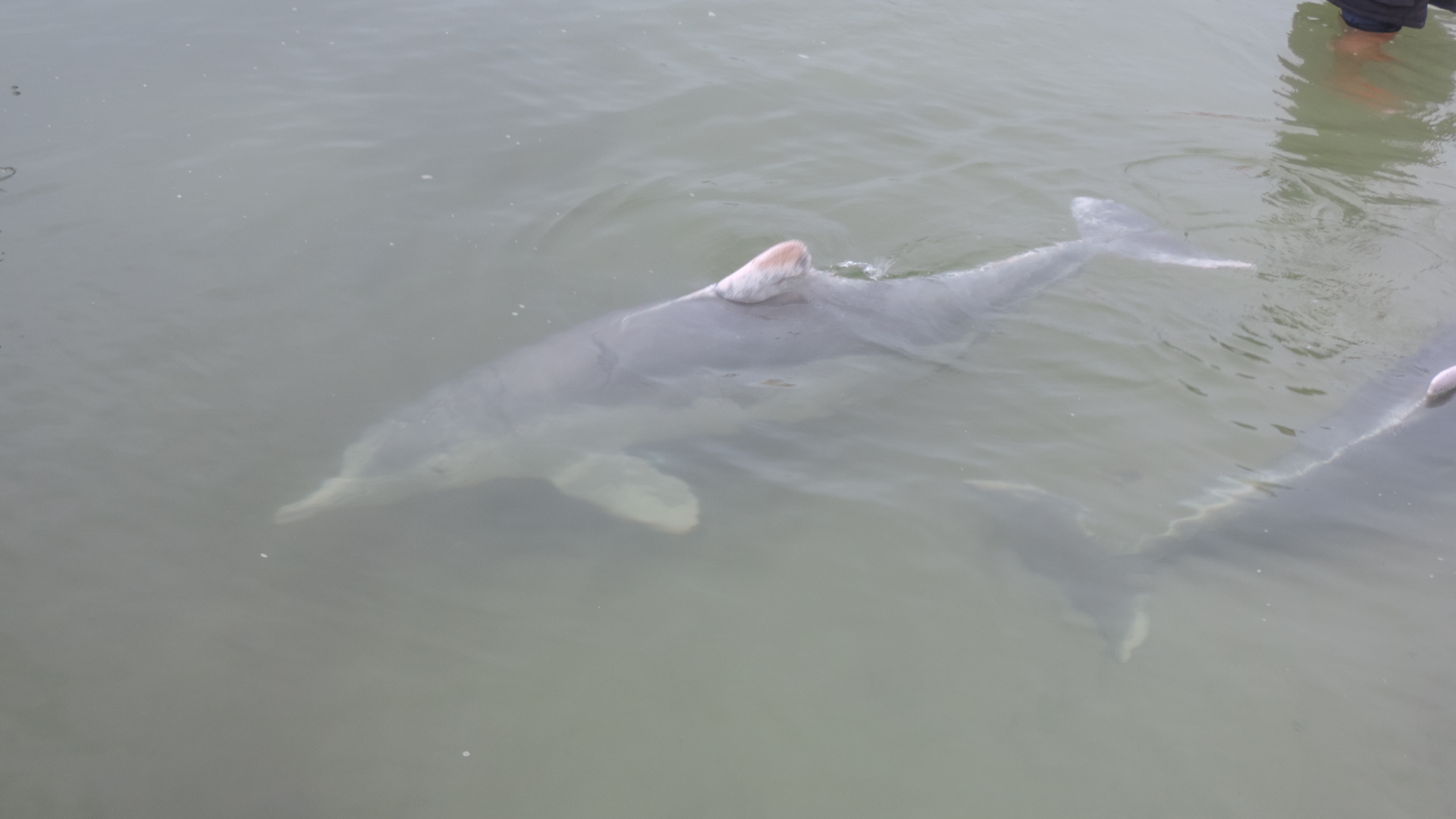
Cá heo lưng gù Úc (Sousa sahulensis) một loài thú lớn được phát hiện năm 2014

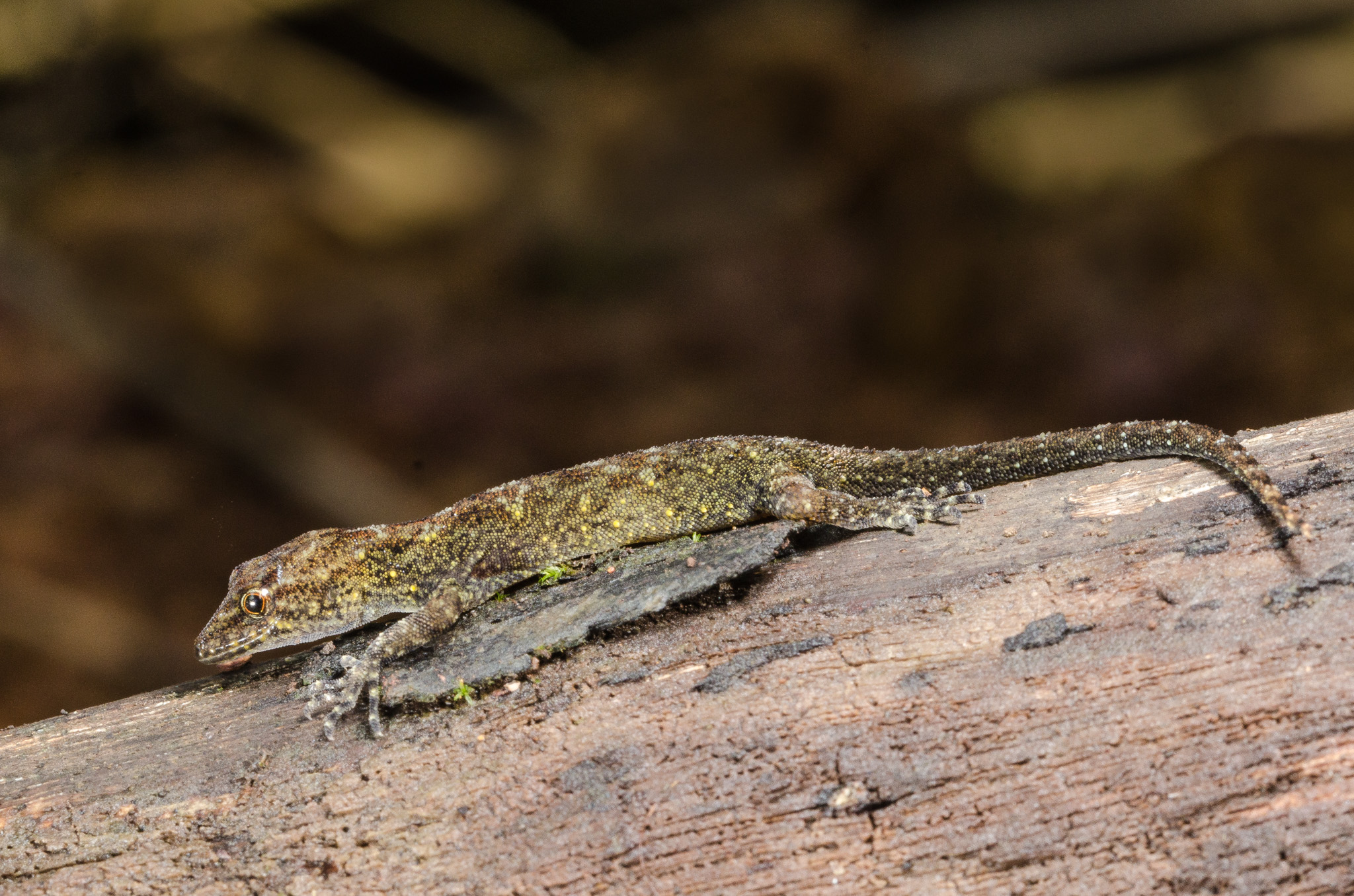
Thằn lằn Cnemaspis girii

Năm 2014, tiếp tục phát hiện ra nhiều loài động vật, thực vật mới, một trong những phát hiện quan trọng là đã mô tả thêm hai loài cá heo nước ngọt mới, việc phát hiện các loài thú cỡ lớn mới hiện tồn tại là phát hiện quan trọng vì những loài động vật được phát hiện trong những giai đoạn gần đây chủ yếu là động vật nhỏ và các hóa thạch tiền sử. Dưới đây là danh sách các loài được mô tả năm 2014 (chưa đầy đủ):

## Tháng 01/2014

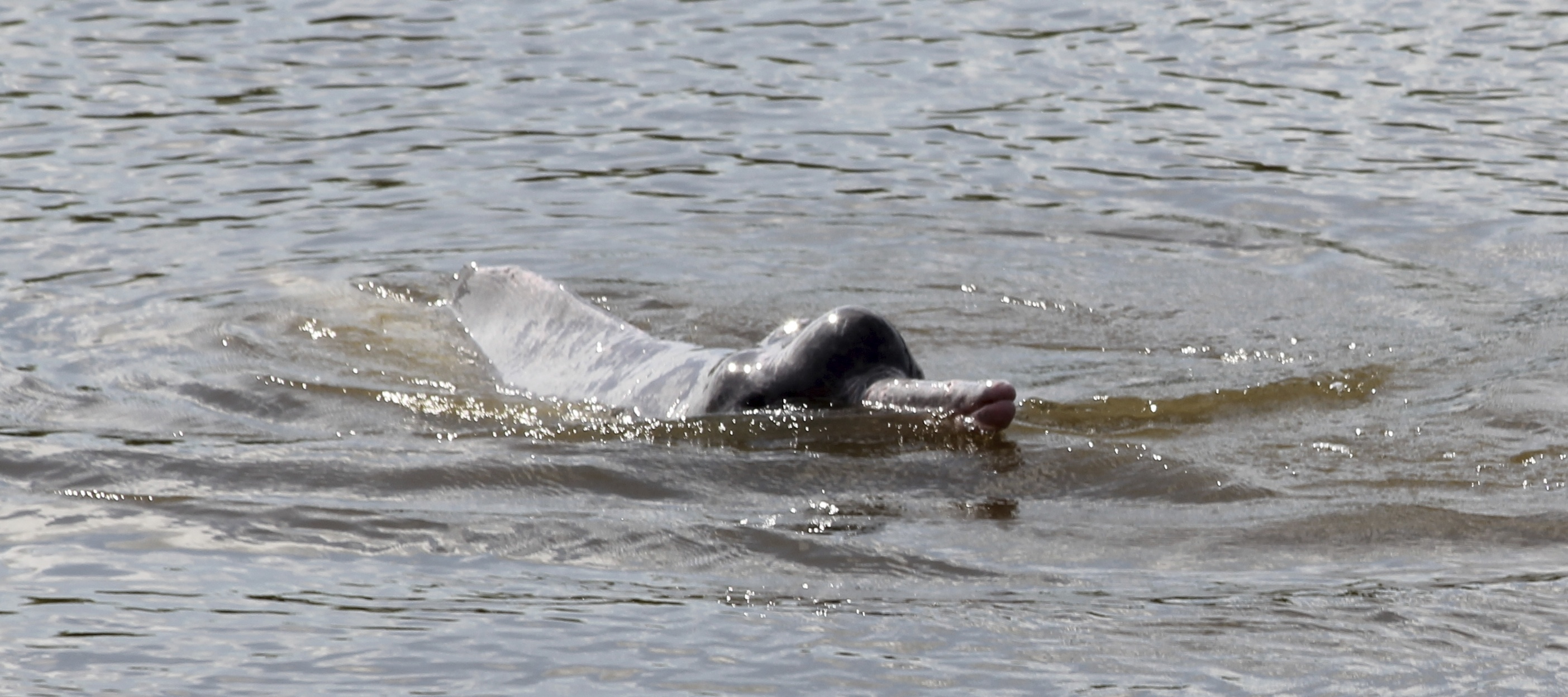
Cá heo sông Araguaia, loài thú lớn được công bố vào năm 2014

1. Vejdovskybathynella vasconica là Động vật giáp xác thuộc Eumalacostraca[1]
2. Ctenophorus mirrityana thuộc Agamidae, Squamata, Reptilia[2]
3. Microtritia stria[3]
4. Polistes brunetus Nguyen L. T. P., Kojima J.[4]
5. Cá heo sông Araguaia (Inia araguaiaensis) thuộc Cá voi có răng chi Inia[5]
6. Tê giác Na Dương (Epiaceratherium naduongense) chi Epiaceratherium[6]
7. Phòng kỷ Quảng Bình (Aristolochia quangbinhensis)[7]
8. Brueelia binhchauensis thuộc chấy tìm thấy trên mình chim Cu Rốc ở vườn Quốc gia Bình Châu - Phước Bửu thuộc xã Bình Châu, huyện Xuyên Mộc, tỉnh Bà Rịa – Vũng Tàu, Đông Nam Bộ, Việt Nam.
9. Brueelia malacocincla thuộc chấy được tìm thấy trên mình chim Cu Rốc ở vườn Quốc gia Bình Châu - Phước Bửu thuộc xã Bình Châu, huyện Xuyên Mộc, tỉnh Bà Rịa – Vũng Tàu, Đông Nam Bộ, Việt Nam[8].

## Tháng 02/2014

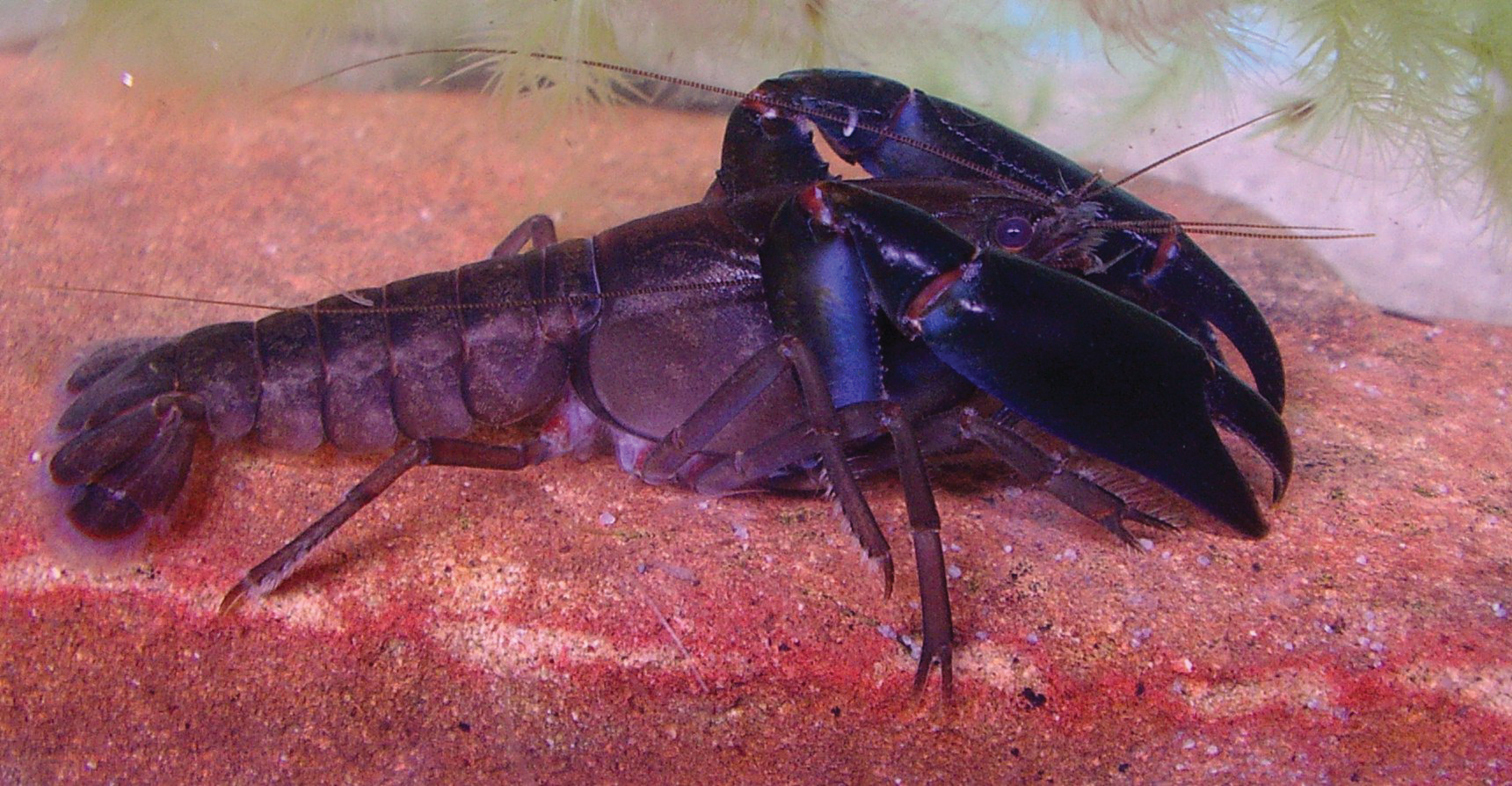
Tôm hùm đất miền Đông

1. Tiwaripotamon vixuyenense (Tiwaripotamon vixuyenense)[9]
2. Pinus cernua loài Thông được phát hiện ở khu bảo tồn thiên nhiên Xuân Nha, Sơn La[10]
3. Cyrtodactylus thuongae[11]
4. Lanzavecchia mangrovi[12]
5. Hermeuptychia hermybius loài Bướm giáp tìm thấy tại Nam Texas và Tây Bắc Mexico
6. Hermeuptychia intricata, loài Bướm giáp tìm thấy tại Nam Texas và Tây Bắc Mexico[13]
7. Thằn lằn chân nửa lá Bà Nà (Hemiphyllodactylus banaensis) thuộc Tắc kè núi Bà Nà[14]
8. Camellia curryana loài hoa trà cực kỳ nguy cấp được phát hiện ở rừng mưa nhiệt đới ở cao nguyên Đà Lạt và núi Lang Biang[15].
9. Camellia longii loài hoa trà cực kỳ nguy cấp được phát hiện ở rừng mưa nhiệt đới ở cao nguyên Đà Lạt và núi Lang Biang[15].
10. Trichosomaptera gibbosa (Trichosomaptera gibbosa) côn trùng Cánh nửa[16]

## Tháng 03/2014

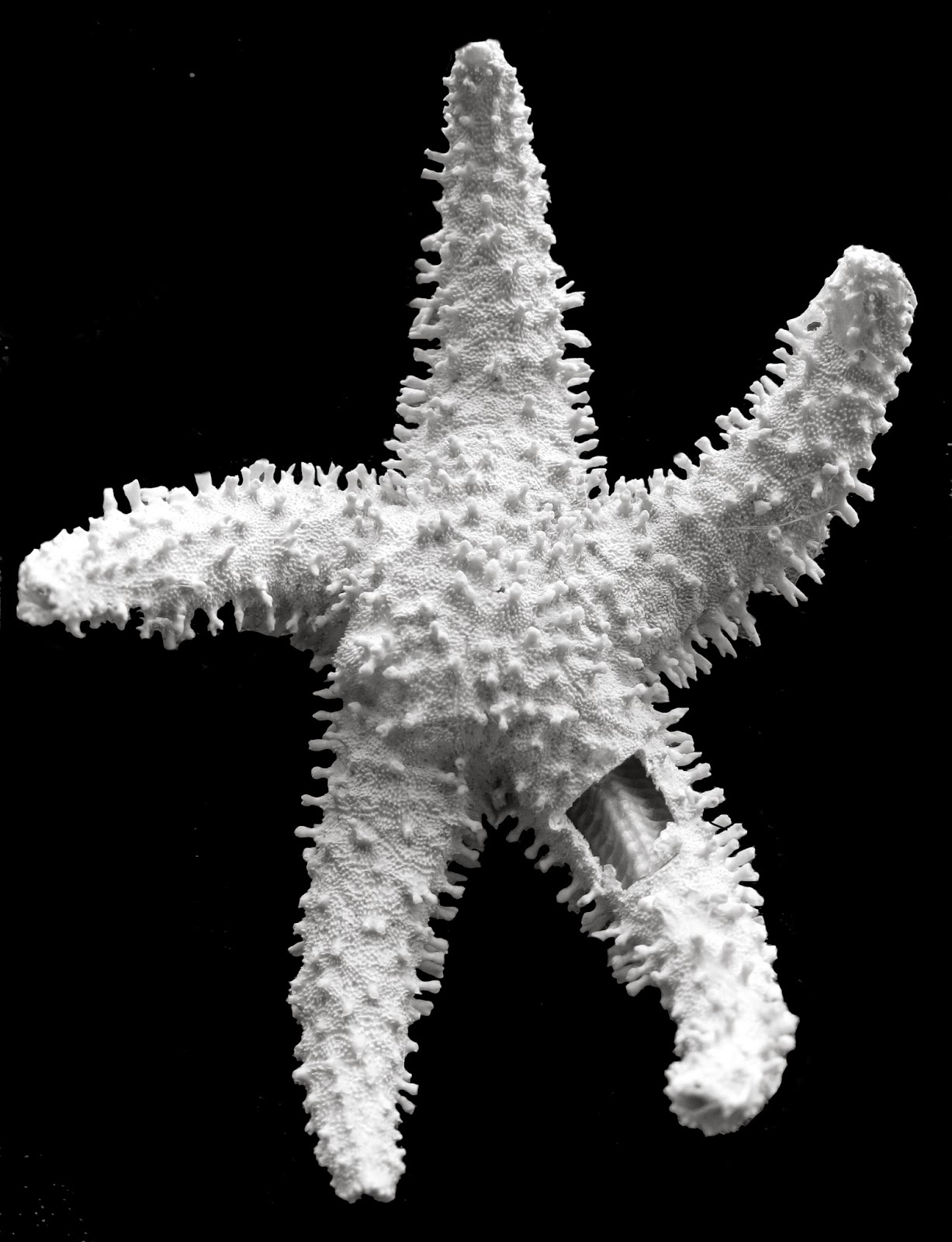
Sao biển Clavaporania fitchorum

1. Billolivia (Chi Giang Ly): Chi thực vật thuộc họ Gesneriaceae gồm 5 loài được phát hiện tại trạm Giang Ly thuộc Vườn quốc gia Bidoup Núi Bà, xã Đạ Chais, huyện Lạc Dương, tỉnh Lâm Đồng, Việt Nam[17]
  1. Billolivia longipetiolata
  2. Billolivia minutiflora
  3. Billolivia poilanei
  4. Billolivia violacea
  5. Billolivia vietnamensis
2. Africasia vietnamitica: loài ve bét tìm thấy ở vùng hang động tỉnh Hà Giang năm 2010, công bố năm 2014[18].
3. Athanas manticolus: Tôm gõ mõ tìm thấy ở Hòn Chồng, Vịnh Nha Trang[19]
4. Gracixalus lumarius: Nhái cây lumarius[20]
5. Cyrtodactylus cucdongensis: Thằn lằn tìm thấy ở Khánh Hòa[21]
6. Aerides phongii: Một loài lan giáng hương tìm thấy tại Khánh Hòa, Việt Nam[22]

## Tháng 04/2014
1. Polystichum auriculum
2. Polystichum dangii
3. Polystichum excellens
4. Polystichum fimbriatum
5. Polystichum liboense
6. Polystichum minimum
7. Polystichum mucronifolium
8. Polystichum nepalense
9. Polystichum subacutidens
10. Polystichum xichouense: Polystichum họ Dryopteridaceae bộ Polypodiales
11. Thismia okhaensis[23]
12. Aegosoma xentoc: loài xén tóc được tìm thấy năm 2013 tại Vườn quốc gia Bidoup Núi Bà, tỉnh Lâm Đồng[24].

## Tháng 5/2014

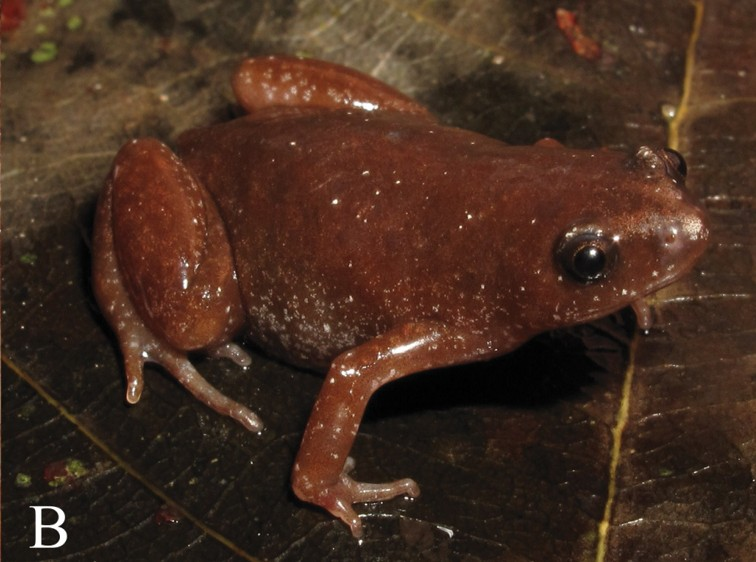
Ếch cây Chiasmocleis quilombola

1. Atrocalopteryx auco: Một loài Chuồn chuồn kim cánh rộng được tìm thấy ở xã Hữu Liên, huyện Hữu Lũng, tỉnh Lạng Sơn, Việt Nam từ năm 2008 và 2013, được công nhận loài mới năm 2014. Tên loài được đặt theo tên mẹ Âu Cơ, một nhân vật truyền thuyết được coi là tổ mẫu của người Việt[25].
2. Thismia mucronata: một loài củ nâu được tìm thấy ở Bảo Lộc, Lâm Đồng thuộc Tây Nguyên, Việt Nam năm 2013, công bố trên tạp chí Phytotaxa số 167 tháng 5 năm 2014[26].
3. Flexitibia orientalis: giống và loài mới phân họ Harpactorinae (họ bọ xít ăn sâu Reduviidae) Bộ Cánh nửa Hemiptera được phát hiện ở Vườn Quốc gia Cúc Phương, mẫu chuẩn lưu trữ tại Bảo Tàng côn trùng học Bắc Kinh (Đại học Nông nghiệp Trung Quốc), mẫu chuẩn phụ (paratype) được lưu giữ tại Viện Sinh thái và Tài nguyên sinh vật (Viện Hàn lâm Khoa học và Công nghệ Việt Nam)[27].
4. Kalophrynus cryptophonus loài cóc đốm thuộc chi Kalophrynus, họ Nhái bầu Microhylidae, Bộ Không đuôi Anura phát hiện tại Lâm Đồng và Khánh Hòa, Việt Nam.
5. Kalophrynus honbaensis: loài cóc đốm thuộc chi Kalophrynus, họ Nhái bầu Microhylidae, Bộ Không đuôi Anura phát hiện tại Lâm Đồng và Khánh Hòa, Việt Nam[28].
6. Chaerilus pathom: Một loài bọ cạp trong chi duy nhất Chaerilus của họ Chaerilidae được tìm thấy ở hang Pa Thơm, xã Pa Thơm, huyện Điện Biên, tỉnh Điện Biên[29].
7. Paracossus zyaung loài bướm đêm thuộc Bộ Cánh vẩy, họ Cossidae
8. Phragmacossia laklong loài bướm đêm thuộc Bộ Cánh vẩy, họ Cossidae
9. Butaya auko loài bướm đêm thuộc Bộ Cánh vẩy, họ Cossidae[30]

## Tháng 6/2014
1. Hamopontonia nhatrangensis (Hamopontonia nhatrangensis): một loài tôm họ Palaemonidae, được phát hiện ở Vịnh Nha Trang[31].
2. Calodipoena tamdaoensis phát hiện tại Vườn quốc gia Tam Đảo.
3. Gaoligonga taeniata
4. Mysmena maculosa tại Vườn quốc gia Cúc Phương đều thuộc họ nhện Mysmenidae, phân bộ Araneomorphae[32]
5. Brockphasma spinifemoralis: loài Bọ que mới thuộc chi mới Brockphasma trong tông Neohiraseini, phân họ Lonchodinae, họ Phasmatidae, phân bộ Verophasmatodea[33].
6. Aspidistra xuansonensis: Một loài Măng tây với 2 thứ[34]

## Tháng 7/2014

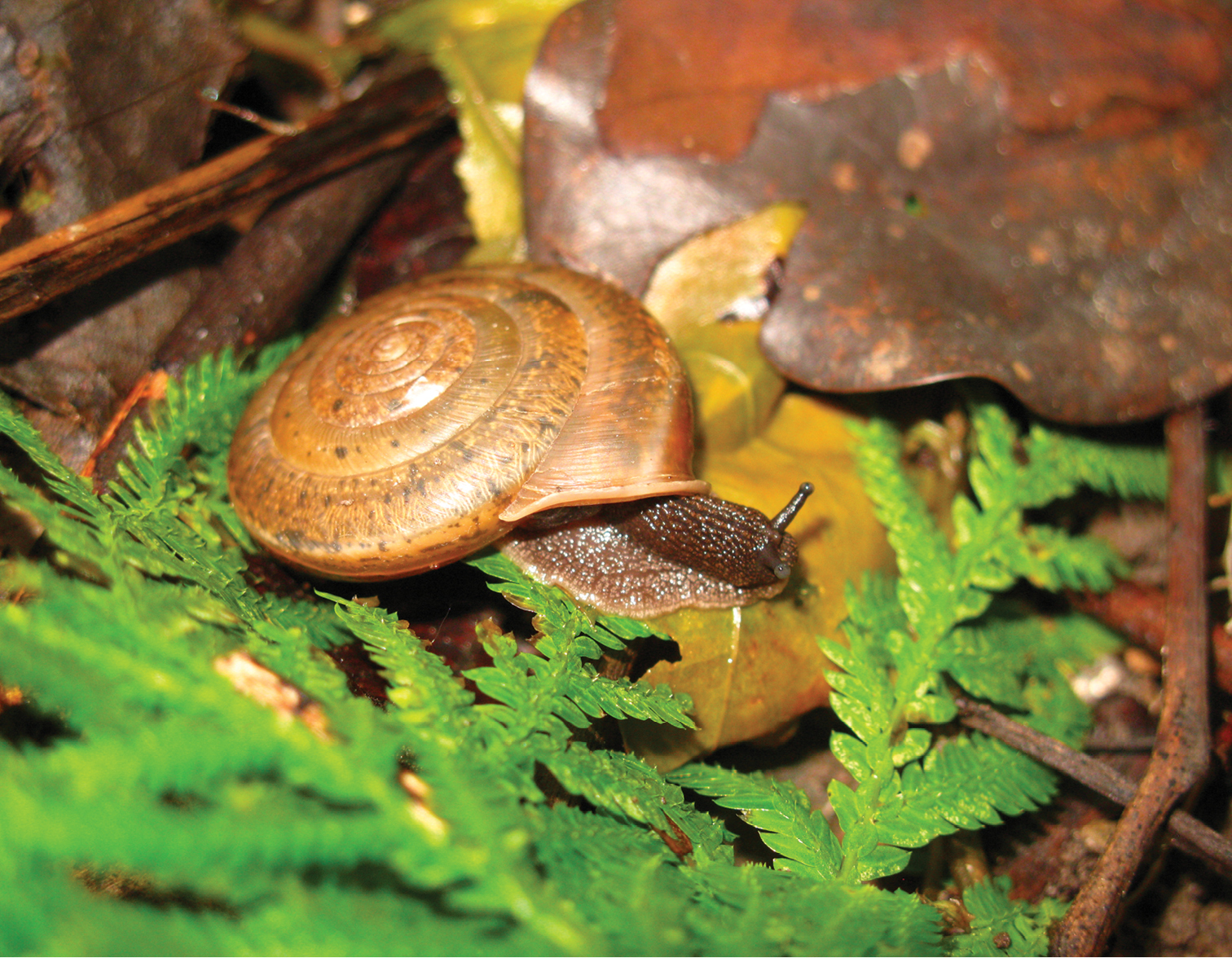
Ốc cạn Aegista diversifamilia

1. Elatostema arcuatobracteatum: Tầm ma chi Elatostema tìm thấy ở Hà Giang[35].
2. Armascirus denheyeri loài ve bét thuộc chi Armascirus, phân họ Cunaxinae, họ Cunaxidae, liên họ Bdelloidea, nhánh Eupodina, phấn bộ Prostigmata, bộ Trombidiformes, liên bộ Acariformes, phân lớp Acari, lớp Arachnida được tìm thấy ở Ấn Độ và Việt Nam.
3. Armascirus orientalis: loài ve bét thuộc chi Armascirus, phân họ Cunaxinae, họ Cunaxidae, liên họ Bdelloidea, nhánh Eupodina, phấn bộ Prostigmata, bộ Trombidiformes, liên bộ Acariformes, phân lớp Acari, lớp Arachnida được tìm thấy ở Ấn Độ và Việt Nam, công bố trên tạp chí Zootaxa số 3835 phần 2, trang 237–250 ngày 10/7/2015[36].
4. Bùng bục phong nha (Mallotus phongnhaensis): loài Mallotus, tông Acalypheae, phân họ Acalyphoideae, họ Euphorbiaceae, bộ Malpighiales, lớp Magnoliopsida[37].
5. Simulium hongthaii loài ruồi đen thuộc chi Simulium, họ Simuliidae được phát hiện ở vùng vườn quốc gia Tam Đảo, tỉnh Vĩnh Phúc, Việt Nam
6. Simulium tamdaoense loài ruồi đen thuộc chi Simulium, họ Simuliidae được phát hiện ở vùng vườn quốc gia Tam Đảo, tỉnh Vĩnh Phúc, Việt Nam
7. Simulium taythienense loài ruồi đen thuộc chi Simulium, họ Simuliidae được phát hiện ở vùng vườn quốc gia Tam Đảo, tỉnh Vĩnh Phúc, Việt Nam
8. Simulium xuandai loài ruồi đen thuộc chi Simulium, họ Simuliidae được phát hiện ở vùng vườn quốc gia Tam Đảo, tỉnh Vĩnh Phúc, Việt Nam[38]

## Tháng 8/2014

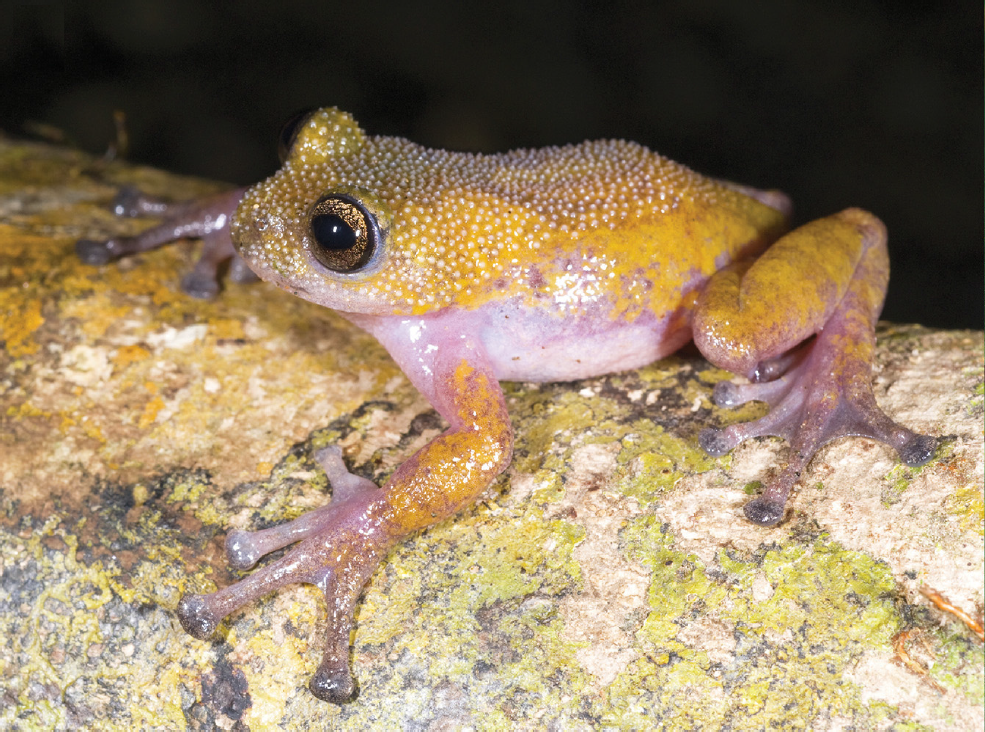
Ếch Gracixalus lumarius được phát hiện ở Việt Nam

1. Maclurochloa locbacensis: Giang Lộc Bắc thuộc chi Maclurochloa, phân tông Bambusinae, tông Bambuseae, phân họ Bambusoideae, họ Poaceae phát hiện tại xã Lộc Bắc, huyện Bảo Lâm, tỉnh Lâm Đồng ngày 22/8/2005, công bố trên tạp chí Finnish Zoological and Botanical Publishing Board số tháng 10/2014, trang 326-328.[39]
2. Tupistra khangii: Tỏi đá khang thuộc họ Măng tây phát hiện tại huyện Ba Vì (Hà Nội), Điện Biên (tỉnh Điện Biên), Lương Sơn (Hòa Bình), Mộc Châu và Vân Hồ (tỉnh Sơn La)[40]
3. Polystichum hagiangense: Ráng đa hàng Hà Giang thuộc bộ Dương xỉ tìm thấy ở Khu Bảo tồn Thiên nhiên Bát Đại Sơn, tỉnh Hà Giang[41]
4. Kurixalus Viridescens loài Ếch cây xanh nhạt, Ếch cây rêu mới được phát hiện ở Lâm Đồng, Khánh Hòa[42]
5. Craspedodidymum seifertii loài nấm phát hiện ở Việt Nam
6. Ityorhoptrum biseptatum: loài nấm phát hiện ở Việt Nam[43]
7. Macrodaruma brevinaso[44]

## Tháng 9/2014

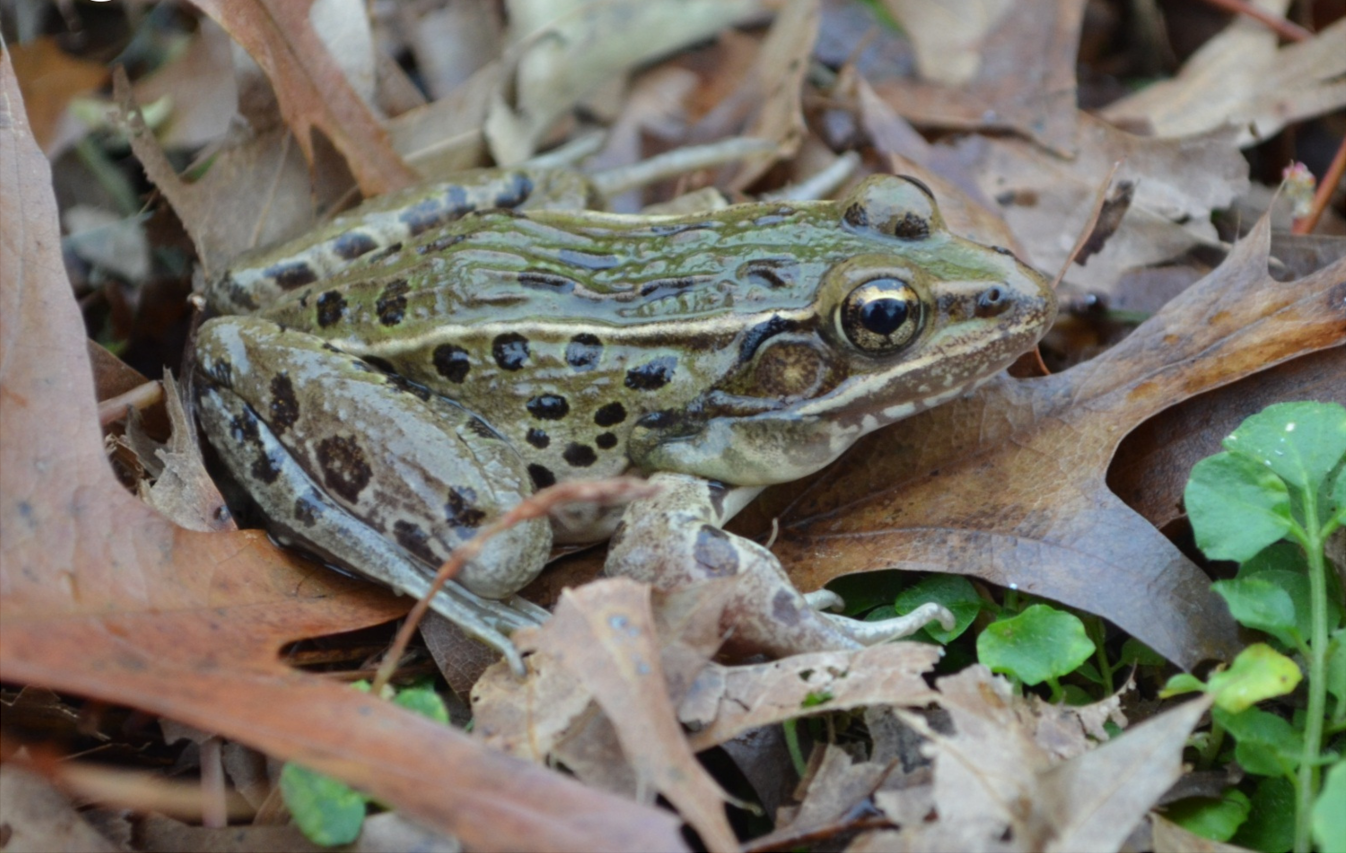
Loài ếch báo Đại Tây Dương (Lithobates kauffeldi)

1. Chydorus idrisi loài Rận nước được phát hiện tại vườn quốc gia Cát Tiên, C. idrisi là loài mới[45].
2. Chydorus breviceps: loài Rận nước được phát hiện tại vườn quốc gia Cát Tiên, C. breviceps là một loài hiếm gặp.
3. Bọ cạp Dakrong (Euscorpiops dakrong) một loài bọ cạp thuộc họ Euscorpiidae được phát hiện trong hang động khu bảo tồn thiên nhiên Đakrông, huyện Đakrông, tỉnh Quảng Trị bởi TS. Phạm Đình Sắc thuộc Viện Sinh thái và Tài nguyên sinh vật, Viện Hàn lâm Khoa học và Công nghệ Việt Nam và TS. Wilson Lourenco thuộc Bảo tàng lịch sử tự nhiên Paris – Pháp[46][47].
4. Polypheretima mekongmontis một loài giun đất họ Megascolecidae thuộc chi Polypheretima (Michaelsen, 1934) tại các vùng núi đồng bằng sông Cửu Long[48]
5. Simulium langbiangense (theo tên của Cao nguyên Lang Biang) loài ruồi đen thuộc chi Simulium, họ Simuliidae được phát hiện ở Việt Nam[49]
6. Simulium phami
7. Simulium bachmaense (theo tên của vườn quốc gia Bạch Mã, nơi phát hiện ra loài này)

## Tháng 10/2014

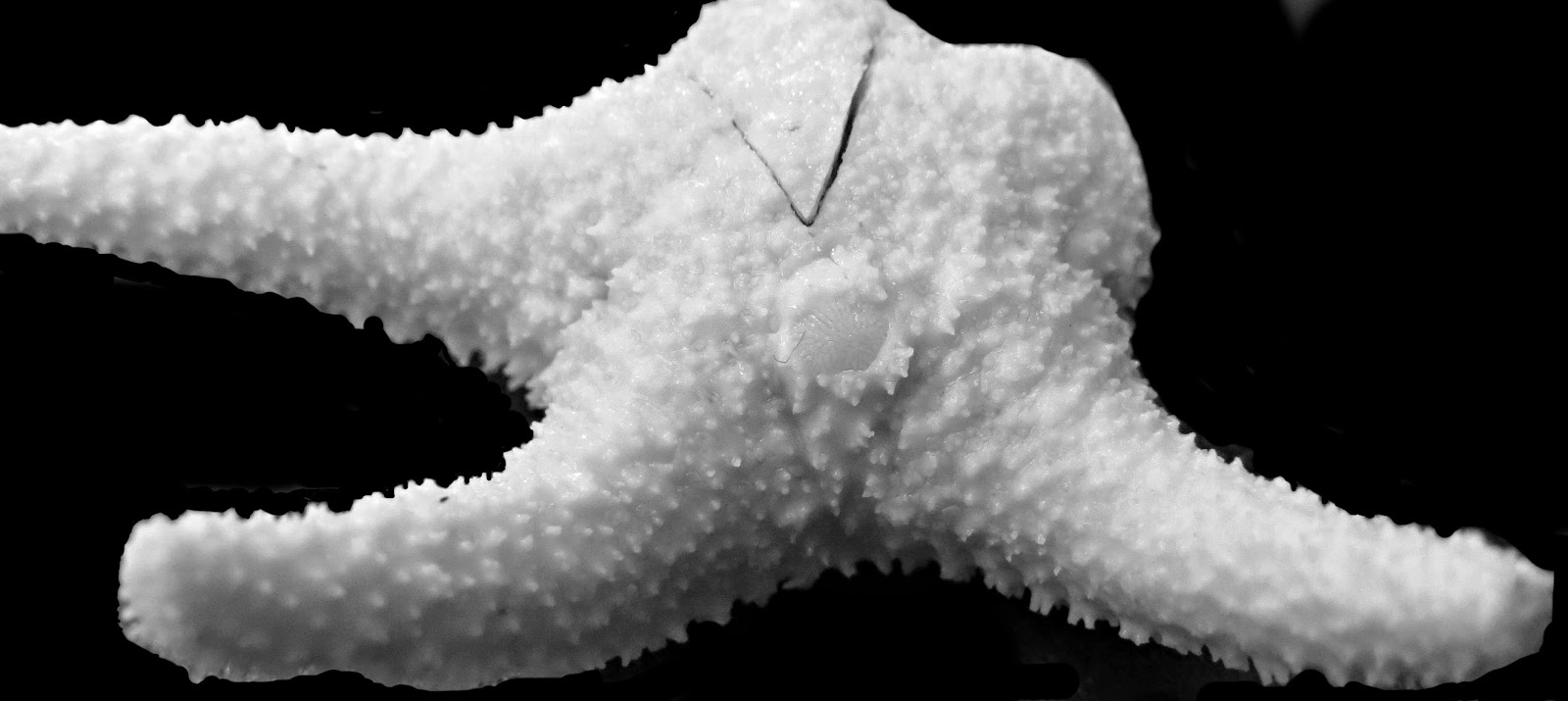
Loài sao biển Bathyporania ascendens

1. Otibazo polyphemus một loài Bọ cánh cứng Họ Bọ vòi voi được phát hiện ở Tam Đảo, Bắc Việt Nam[50]
2. Exacum zigomorpha (Exacum zygomorpha): loài Exacum tông Exaceae, họ Gentianaceae, bộ Gentianales tìm thấy ở bản Thăm Hín, xã Nậm Càn, huyện Kỳ Sơn, tỉnh Nghệ An, Việt Nam, công bố trên tạp chí Phytotaxa số 183 phần 2, trang 108–113 ngày 17/10/2014[51]
3. Kurixalus motokawai: một loài Kurixalus họ Rhacophoridae bộ Anura thu được ở tỉnh Kon Tum, Gia Lai, Việt Nam[52]
4. Arisaema chauvanminhii: Nam Tinh Châu Văn Minh thuộc chi Arisaema, phân họ Aroideae, họ Araceae được phát hiện tại Vườn quốc gia Bù Gia Mập, xã Bù Gia Mập năm 2011, công bố trên tạp chí Annales Botanici Fennici số 51, tháng 10/2014, trang 394-398[53]

## Tháng 11/2014
1. Chiromyscus thomasi[54]
2. Camellia duyana
3. Camellia ligustrina
4. Camellia bugiamapensis

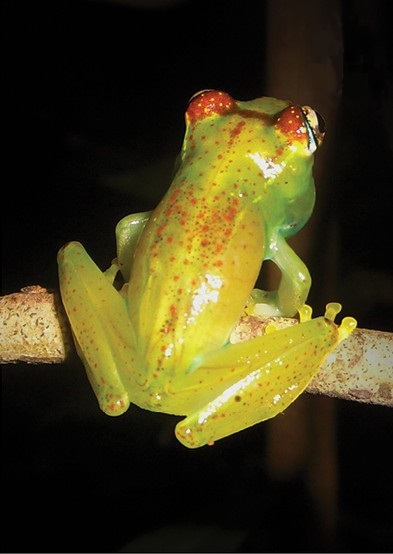
Loài ếch Boophis ankarafensis

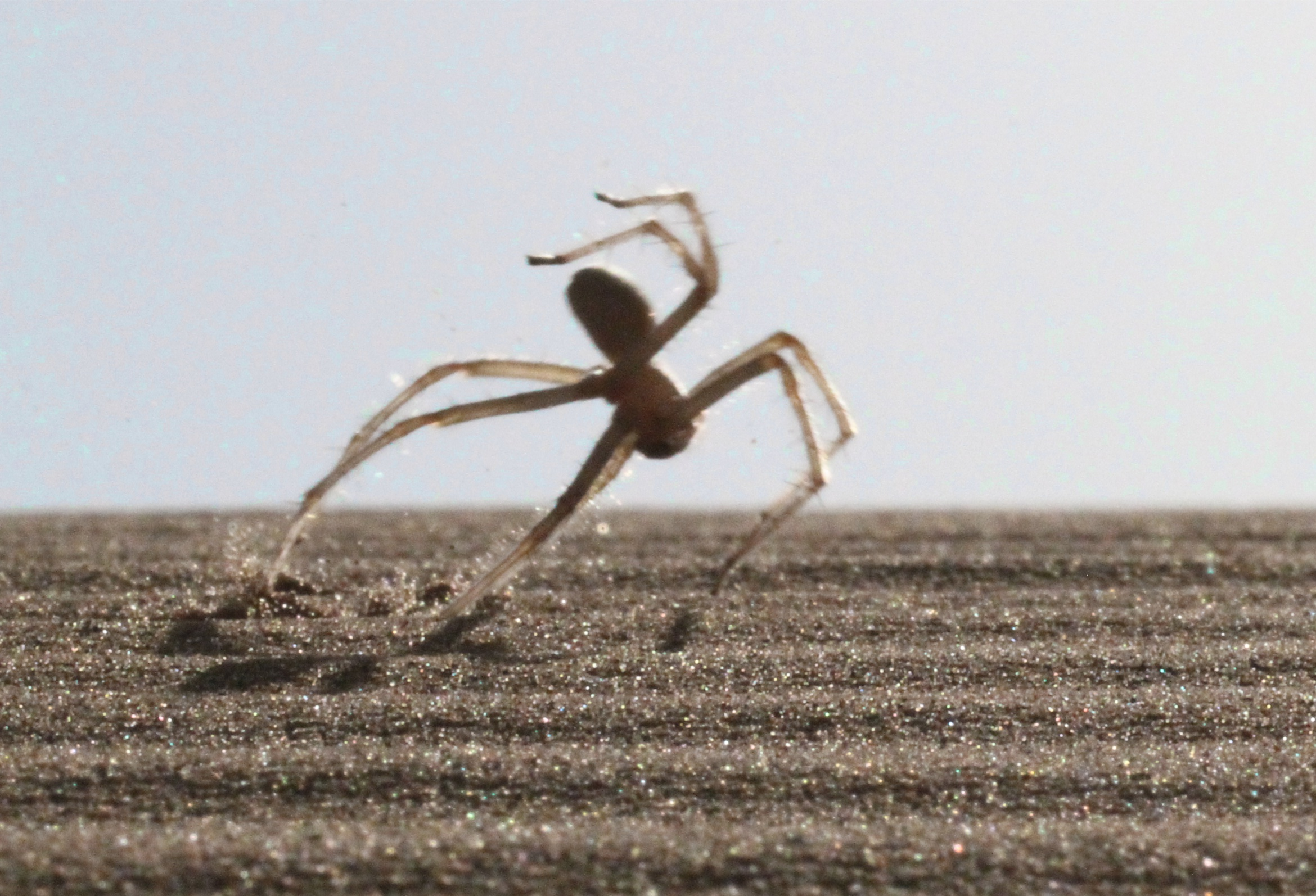
Nhện Cebrennus rechenbergi

5. Camellia capitata 4 loài hoa trà mới được phát hiện ở Cao nguyên Lâm Viên, tỉnh Lâm Đồng[55].
6. Billolivia moelleri: loài Billolivia, họ Gesneriaceae, bộ Lamiales tìm thấy ở Vườn quốc gia Núi Chúa, huyện Ninh Hải, tỉnh Ninh Thuận, Việt Nam, công bố trên tạp chí Gardens’ Bulletin Singapore 66(2): 189–194. 2014 ngày 7/11/2014.[56]
7. Dendrocalamus longivaginatus: Diễn đá, một loài tre thuộc chi Luồng Dendrocalamus được phát hiện tại các tỉnh Phú Thọ, Yên Bái và Hà Giang của Việt Nam[57].
8. Lissonotocoris loebli Thái Lan
9. Lissonotocoris glabronotus Việt Nam
10. Lissonotocoris pachycerus Malaysia
11. Lissonotocoris siamensis Thái Lan[58].
12. Acrotritia paragranulata Ve bét bộ Sarcoptiformes, họ Euphthiracaridae
13. Hoplophthiracarus clavatus bộ Sarcoptiformes, họ Phthiracaridae
14. Steganacarus spinus bộ Sarcoptiformes, họ Phthiracaridae
15. Euphthiracarus quasitakahashii bộ Sarcoptiformes, họ Euphthiracaridae
16. Euphthiracarus medius bộ Sarcoptiformes, họ Euphthiracaridae Zootaxa 3884 (2): 156–168 (13 Nov. 2014)[59]
17. Castanopsis grandicicatricata loài dẻ gai thuộc họ Fagaceae
18. Castanopsis multiporcata loài dẻ gai thuộc họ Fagaceae[60].
19. Lycocerus gracilicornis (Tứ Xuyên, Trung Quốc)
20. Lycocerus longihirtus (Vân Nam, Trung Quốc)
21. Lycocerus sichuanus (Tứ Xuyên, Trung Quốc)
22. Lycocerus hubeiensis (Hồ Bắc, Trung Quốc)
23. Lycocerus napolovi (Sa Pa, Việt Nam)
24. Lycocerus quadrilineatus (Sa Pa, Việt Nam): loài bọ thuộc chi Lycocerus, họ Cantharidae, liên họ Elateroidea, bộ Coleoptera, lớp Insecta được tìm thấy ở Trung Quốc và Việt Nam, công bố trên tạp chí ZooKeys 456: 85-107 (21 tháng 11 năm 2014)[61].
25. Hypsugo dolichodon: loài dơi muỗi chi Hypsugo được tìm thấy ở Lào và Việt Nam[62].
26. Phobaeticus trui
27. Phryganistria tamdaoensis
28. Phryganistria heusii yentuensis thuộc tông Pharnaciini, phân họ Clitumninae, họ Phasmatidae, Anareolatae, phân bộ Verophasmatodea, bộ Bọ que Phasmatodea tìm thấy tại khu bảo tồn thiên nhiên Tây Yên Tử[63].

## Tháng 12/2014

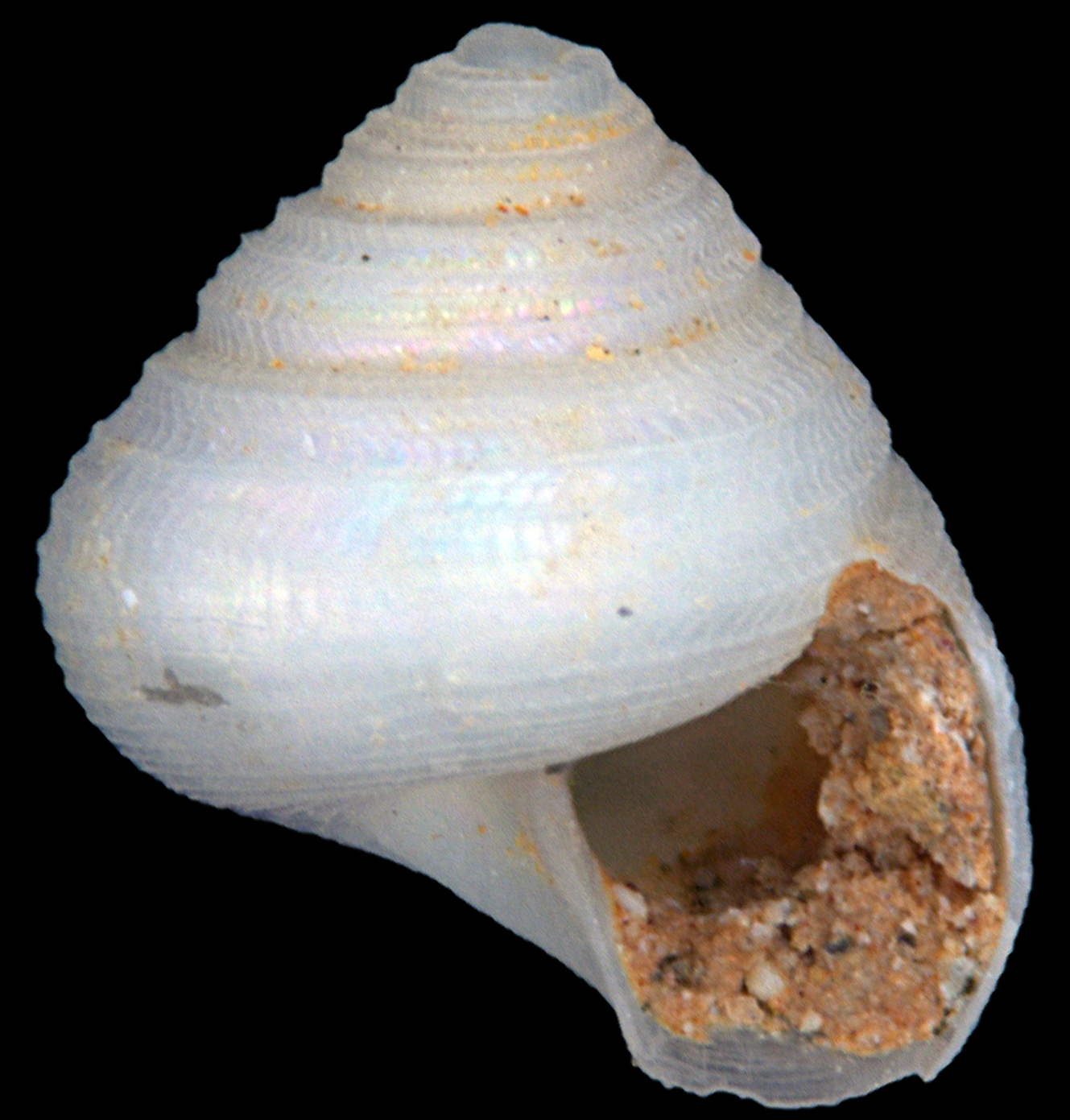
Ốc Halystina umberlee

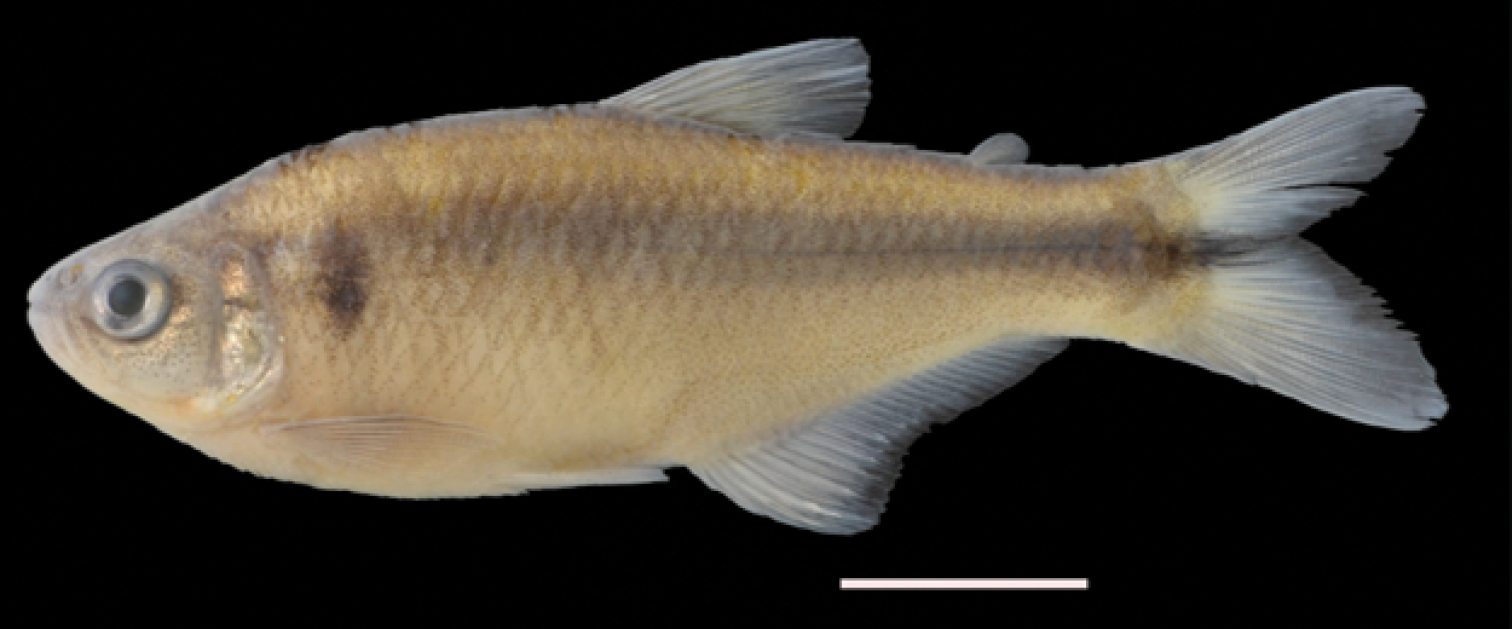
Cá Hemibrycon sanjuanensis

1. Munronia petiolata thuộc Họ Xoan phát hiện ở đảo Bồ Hòn, Vịnh Hạ Long, tỉnh Quảng Ninh, Việt Nam[64].
2. Aristolochia xuanlienensis: Phòng kỷ xuân liên thuộc họ Mộc hương nam[65]
3. Nepaletricha dembickyi (Ấn Độ)
4. Nepaletricha lobosa (Việt Nam): loài côn trùng thuộc chi Nepaletricha, phân họ Chiletrichinae, họ Rangomaramidae, liên họ Sciaroidea, phân thử bộ Bibionomorpha, phân bộ Nematocera, bộ Diptera được tìm thấy ở đảo Côn Sơn, vườn quốc gia Côn Đảo, tỉnh Bà Rịa – Vũng Tàu, Việt Nam, công bố trên AEMNP số 54, tập 2, trang 729-739 ngày 15/12/2014[66]
5. Nepaletricha sigma (Ấn Độ)
6. Sinocrassula vietnamensis một loài Sinocrassula (hoa đá, thạch liên), phân tông Sedinae, tông Sedeae, phân họ Sempervivoideae, họ Crassulaceae phát hiện ở huyện Mường Chà và Tủa Chùa, tỉnh Điện Biên, Việt Nam[67]. Công bố 16/12/2014[68].
7. Annamatissus tami loài và chi côn trùng cánh nửa, phân bộ Auchenorrhyncha, phân thứ bộ Fulgoromorpha, liên họ Fulgoroidea, họ Caliscelidae, phân họ Caliscelinae, tông Caliscelini phát hiện tại khối núi Bi Doup tỉnh Lâm Đồng[69].
8. Ichthyophis cardamomensis Ếch giun cadamo phát hiện ở núi Cardamom, miền tây Campuchia
9. Ichthyophis catlocensis phát hiện ở Cát Lộc, Lâm Đồng, Việt Nam
10. Ichthyophis chaloensis phát hiện ở Cha Lo, huyện Minh Hóa, Quảng Bình, Việt Nam[70].
11. Orchidantha virosa: một loài Chuối hoa lan họ Orchidantha, Bộ Gừng được phát hiện ở Phú Thọ[71].
12. Amphimenes guttatus phát hiện ở Vườn quốc gia Cát Bà, Hải Phòng
13. Amphimenes planipennis phát hiện ở Vườn quốc gia Xuân Sơn, Phú Thọ
14. Amphimenes micros phát hiện ở Vườn quốc gia Chư Yang Sin, Đắk Lắk
15. Taridius marginipennis phát hiện ở Lâm Đồng[72].

## Không xác định tháng
1. Acavomonas chi của giới Chromista.[73]